# Gentoo (správce souborů)
gentoo je svobodný správce souborů pro UNIX. Přes stejné jméno nemá nic společného se stejnojmennou distribucí GNU/Linuxu, kromě toho, že je její součástí. Ve skutečnosti se takto projekt jmenuje déle než existuje tato distribuce. Je napsán v jazyce C za použití knihovny GTK+. Jedná se o správce souborů se dvěma panely. Místo klasického rozbalovacího menu nabízí na spodní liště řadu konfigurovatelných tlačítek (za pomoci shellu a interních příkazů se zde dá napsat prakticky libovolný příkaz. Mnoho lidí jej také preferuje pro jeho rychlost a relativně malý kód. Slovo gentoo odkazuje též na anglické pojmenování tučňáka oslího (symbol operačního systému Linux – tučňák Tux je fiktivní osoba vycházející z tučňáka kroužkového).